# Liste des hôtels particuliers de Rouen

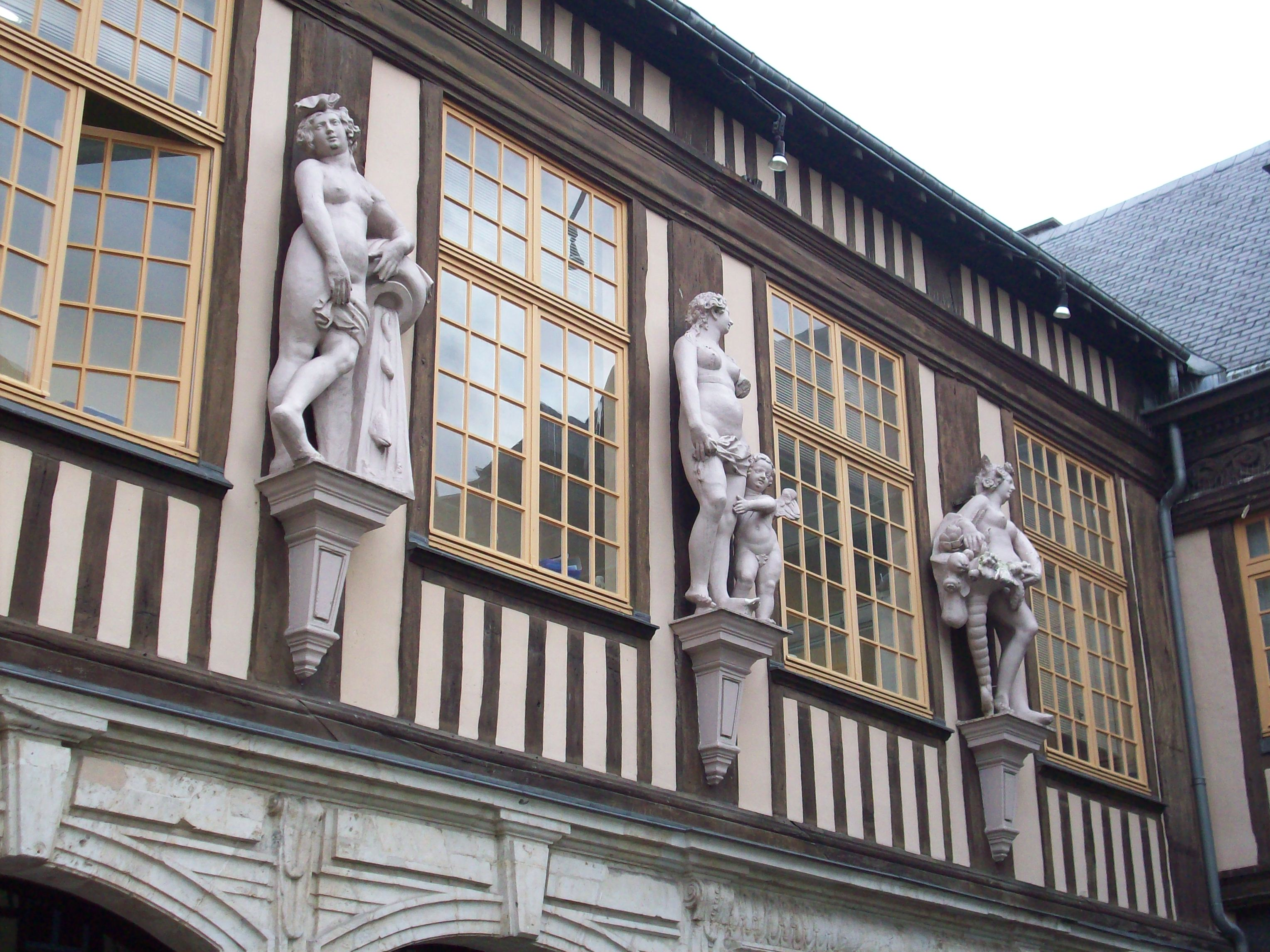
Façade de l'hôtel d'Étancourt.

La ville de Rouen compte de nombreux hôtels particuliers. Ces vastes et luxueuses résidences, généralement bâtie sur plusieurs étages, et conçue pour être occupée par une seule famille (ainsi que son personnel de maison), sont des témoins de la richesse de la ville et de son port, mais aussi de la présence à Rouen, sous l’Ancien Régime, d’une élite judiciaire de magistrats propriétaires d’offices. Sur les 150 hôtels comptabilisés au XIXe siècle, un grand nombre ont disparu ou ont été détruits pendant la Seconde Guerre mondiale. Parmi les quelques dizaines qui subsistent aujourd'hui, la majorité sont protégés au titre des monuments historiques.
La liste suivante présentent les hôtels particuliers de Rouen dans l'ordre chronologique de leur construction.

## Liste des hôtels
- Hôtel de Bourgtheroulde (XVIe siècle)
- Hôtel Jubert de Brécourt  (XVIe siècle)
- Hôtel Romé (1525)
- Hôtel de Senneville (XVIe siècle-XVIIe siècle)
- Hôtel d'Aligre (XVIe siècle-XVIIIe siècle)
- Hôtel Bésuel (XVIIe siècle)
- Hôtel Caillot de Coqueréaumont (XVIIe siècle)
- Hôtel de Coupeauville[2] (XVIIe siècle)
- Hôtel de Croixmare[3] (XVIIe siècle)
- Hôtel d'Étancourt (XVIIe siècle)
- Hôtel de Franquetot (1640)
- Hôtel de Miromesnil (1640)
- Hôtel de Motteville[4] (1655)
- Hôtel de la Porte d'Arras[5] (XVIIe siècle)
- Hôtel de Sacy (XVIIe siècle)
- Hôtel Turgot[6] (XVIIe siècle)
- Hôtel Sainte-Catherine-du-Mont[7] (XVIIe siècle)
- Hôtel Bigot de Sommesnil[8] (XVIIe siècle-XVIIIe siècle)
- Hôtel de Bonneval[9] (XVIIe siècle-XVIIIe siècle)
- Hôtel de Girancourt (XVIIe siècle-XVIIIe siècle)
- Hôtel d'Hocqueville (XVIIe siècle-XVIIIe siècle)
- Hôtel de la Houssaye  (XVIIe siècle-XVIIIe siècle)
- Hôtel de Varnéville[10],[11] (1718-1724)
- Hôtel des Alleurs[12] (XVIIIe siècle)
- Hôtel d'Argentré[13] (XVIIIe siècle)
- Hôtel Belliard[14] (XVIIIe siècle)
- Hôtel de Bosmelet[15]  (XVIIIe siècle)
- Hôtel de Lestanville[16] (XVIIIe siècle)
- Hôtel Fiquet de Normanville[17] (XVIIIe siècle)L'hôtel Asselin, 28 rue aux ours.
- Hôtel du Paon[18] (XVIIIe siècle)

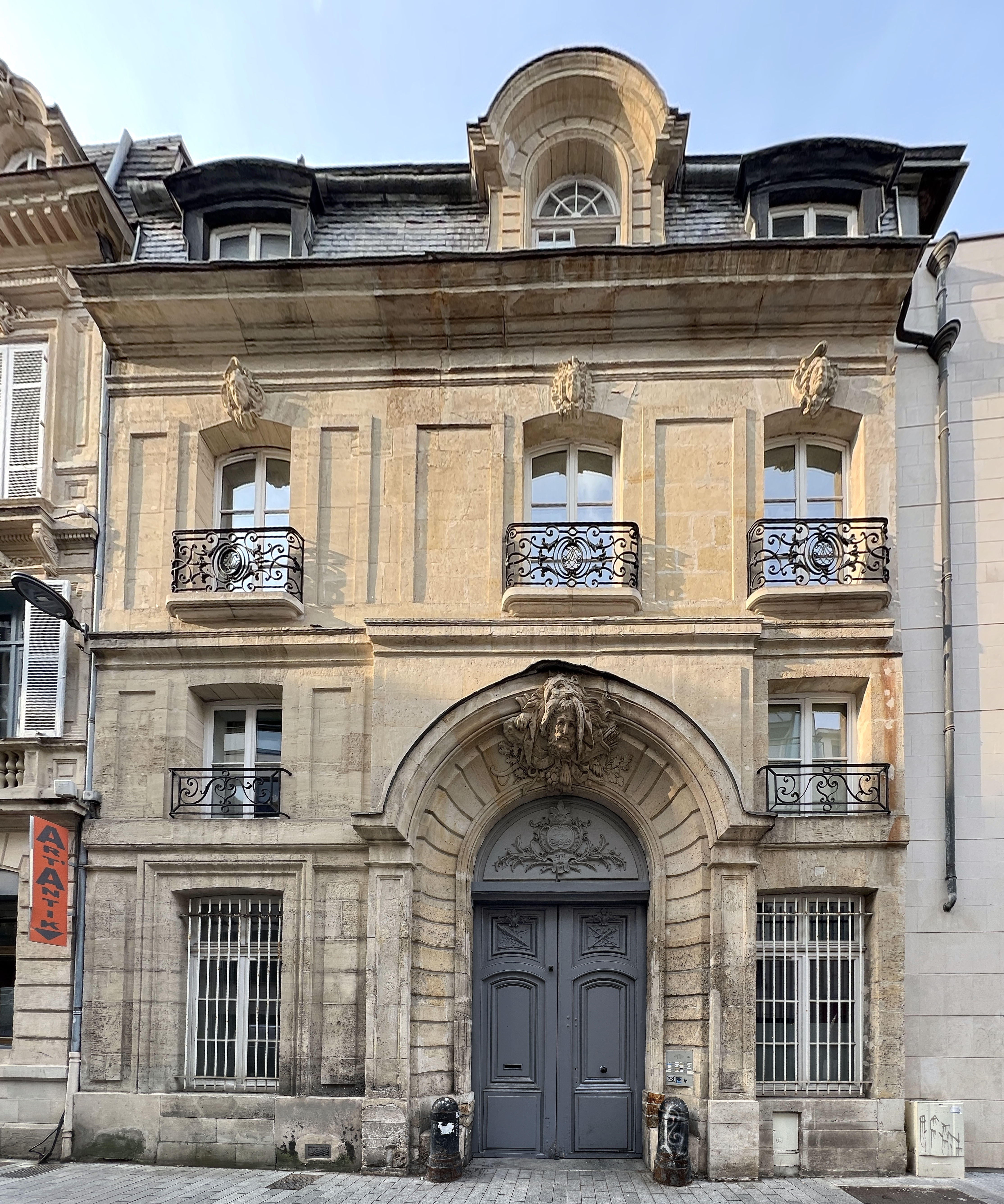
L'hôtel Asselin, 28 rue aux ours.

- Hôtel du Tôt de Varnéville[19] (XVIIIe siècle)
- Hôtel de Villequier[20] (XVIIIe siècle)
- Hôtel le Borgne[21] (1777-1779)
- Hôtel Asselin (1724)
- Hôtel de l'État-Major et du Conseil de Guerre (1756-1763)
- Hôtel de Crosne (XVIIIe siècle)
- Hôtel Levavasseur (1826)
- Hôtel Lebouvier[22] (1840)
- Hôtel des Sauvages (XIXe siècle)